# Liste von Persönlichkeiten der Friedrich-Alexander-Universität Erlangen-Nürnberg
An der Friedrich-Alexander-Universität Erlangen-Nürnberg haben unter anderem folgende Persönlichkeiten studiert oder gelehrt:

## Bekannte Studenten und Absolventen

### A
- Rudolf Amelunxen (1888–1969), erster Ministerpräsident von Nordrhein-Westfalen (Zentrum), Promotion 1914
- Eberhard Arnold (1883–1935), Theologe, Pädagoge und Publizist, Promotion 1909 an der theologischen Fakultät
- Stefan Asenkerschbaumer (* 1956), Geschäftsführer der Robert Bosch GmbH, Absolvent der Wirtschafts- und Sozialwissenschaftlichen Fakultät
- Friedrich August von Ausin (1758–1837), Präsident der Krieges- und Domänenkammer Ansbach und Stadtpräsident in Erlangen

### B
- Isaak Bacharach (1854–1942), Mathematiker, nach ihm ist der Satz von Cayley-Bacharach benannt.
- Siegfried Balleis (* 1953), Oberbürgermeister von Erlangen, Absolvent der Wirtschafts- und Sozialwissenschaftlichen Fakultät
- Günter Barié (1907–1991), Manager
- Johann Friedrich Bauder (1741–1831), Jurist und Beamter
- Marc Becker (* 1969), Theaterregisseur und Autor
- Günther Beckstein (* 1943), ehemaliger bayerischer Ministerpräsident (CSU)
- Karlheinz Brandenburg (* 1954), Entwickler des MP3-Audiokodierungs- bzw. Audiokompressionsverfahrens
- Helmut Brückner (1919–1988), Mediziner und Hochschullehrer
- Eduard Buchner (1860–1917), Chemiker, Nobelpreis für Chemie 1907
- Roland Busch (* 1964), Vorsitzender des Universitätsrats und Vorstandsvorsitzender der Siemens AG
- Heinrich Christoph Büttner (1766–1816), Jurist, Topograf und Historiker, Promotion 1786

### C
- Karl Heinrich Caspari (1815–1861), Geistlicher, Theologe und Schriftsteller
- Walter Caspari (1847–1923), Geistlicher, Theologe und Hochschullehrer, Examen 1868
- Walter Christaller (1893–1969), Geograph und Begründer der Theorie der zentralen Orte
- Sandra Ciesek (* 1978), Medizinerin

### D
- Daniela Domröse (* 1982), Miss Deutschland 2006

### E
- Hans Magnus Enzensberger (1929–2022), Schriftsteller
- Werner Ehrlicher (1920–2012), deutscher Wirtschaftswissenschaftler
- Ludwig Erhard (1897–1977), Bundeswirtschaftsminister, Bundeskanzler
- Johann Heinrich Martin Ernesti (1755–1836), Gymnasiallehrer und Sachbuchautor
- Andreas Ernst Etlinger (1756–1785), Arzt und Botaniker. Pflanzengattung Etlingera wurde nach ihm benannt.

### F
- Eberhard Faber (1822–1897), Jurist und Unternehmer
- Mario Ferri (1875–1941), Schweizer Jurist und Politiker
- Ludwig Andreas Feuerbach (1804–1872), Philosoph, Religionskritiker
- Harald Fichtner (* 1965), ehemaliger Hofer Oberbürgermeister (SPD)
- Walter Flex (1887–1917), Schriftsteller und Lyriker
- Johannes Friedrich (* 1948), Evangelischer Landesbischof von Bayern (seit 1999), studierte an der Fakultät für evangelische Theologie zu Erlangen
- Michael Frieser (* 1964), Politiker (CSU), Mitglied des Deutschen Bundestages

### G
- Johann Burkhard Geiger (1743–1809), Rechtswissenschaftler und Hochschullehrer
- Gerhard Goos (1937–2020), Informatiker
- Martin Göpfert (* 1968), Professor und Biologe
- Sigmund Gottlieb (* 1951), Chefredakteur des Bayerischen Rundfunks
- Johann Jakob Gradmann (1750–1817), Geistlicher, Theologe und Pädagoge
- Christian Grillenberger (1941–1998), Mathematiker

### H
- Hellmuth Hahn (1927–2015), Heimatforscher, Historiker, Arzt und Kommunalpolitiker
- Christian Friedrich Samuel Hahnemann (1755–1843), Arzt und Begründer der Homöopathie
- Johannes Hanselmann (1927–1999), Evangelischer Landesbischof von Bayern (1975–1994) studierte von 1946 bis 1949 an der Fakultät für evangelische Theologie zu Erlangen
- Mathias Hartmann (* 1966), deutscher Pfarrer sowie Rektor und Vorstandsvorsitzender der Diakonie Neuendettelsau
- Helmut Haussmann (* 1943), Bundeswirtschaftsminister (FDP)
- Dieter Heinlein (* 1956), Physiker und Astronom
- Johann Christoph von Held (1791–1873), Klassischer Philologe
- Ferdinand Ignaz Herbst (1798–1863), deutscher Theologe und Geistlicher
- Horst Herold (1923–2018), Dr. jur., ehem. Präsident des Bundeskriminalamtes und Polizeipräsident von Nürnberg
- Joachim Herrmann (* 1956), bayerischer Innenminister seit 2007
- Roland „Golly“ Hertlein (* 1952), Musiker, Komponist, Musikproduzent, Veranstalter und Autor
- Michael Hißmann (1752–1784), Philosoph
- Wilhelm Hoegner (1887–1980), erster Ministerpräsident des Freistaates Bayern und einziger der SPD, maßgeblicher Vater der bayerischen Verfassung
- Henning Hoffsten (1942–2010), Gymnasiallehrer und Schauspieler
- Melanie Huml (* 1975), bayerische Staatsministerin für Gesundheit und Pflege (2013–2021) bzw. für Europaangelegenheiten und Internationales (seit 2021)
- Johann Friedrich Hunger (1800–1837), später auch Professor für Rechtswissenschaften an der Friedrich-Alexander-Universität

### J
- Christfried Jakob (1866–1956), Neurobiologe
- Karl Jarres, Politiker (DVP), Reichsminister und Oberbürgermeister von Remscheid und Duisburg, Dr. jur.
- Ingild Janda-Busl (* 1941), Autorin und Ärztin
- Thomas Jung (* 1961), Dr. jur., Oberbürgermeister der Stadt Fürth

### K
- Clodwig Kapferer (1901–1997),  Wirtschaftswissenschaftler
- Johann Christian Kapp (1764–1793), klassischer Philologe
- Markus Kavka (* 1967), Moderator, Journalist, Autor und DJ.
- Bertha Kipfmüller (1861–1948), Lehrerin, Friedensaktivistin
- Reinhard Knodt (1951–2022), Schriftsteller, Philosoph
- Christian Kroll (* 1983), Unternehmer und Gründer der Suchmaschine Ecosia
- Winfried Kreutzer (1940–2024), Romanist, Literaturhistoriker
- Josef Krieglstein (* 1938), Mediziner und Pharmakologe
- Wolfgang Kuhn (* 1956), Manager

### L
- Lorenz Johann Jakob Lang (1731–1801), lutherischer Theologe, Dichter, Gymnasialprofessor und Bibliothekar
- Thomas Lang (* 1973), Bürgermeister von Lauf an der Pegnitz
- Emanuel Lasker (1868–1941), Schachgroßmeister, Mathematiker
- Ernst Adolf Laspeyres (1800–1869), Kirchenrechtler
- Heinrich Leo (1799–1878), Historiker und preußischer Politiker
- Justus von Liebig (1803–1873), Chemiker (Promotion 1821)
- Michael Alexander Lips (1779–1838), Staatswissenschaftler (Promotion 1801)
- Sigmund Friedrich Loeffelholz von Colberg (1807–1874), Forstmann und Forstwissenschaftler
- Wilhelm Löhe (1808–1872), Gründer der Neuendettelsauer Diakonissenanstalt und Missionsgesellschaft
- Philipp Löhle (* 1978), Dramatiker und Regisseur

### M
- Bjarne Mädel (* 1968), Schauspieler und Autor
- Ulrich Maly (* 1960), Oberbürgermeister der Stadt Nürnberg, Absolvent der Wirtschafts- und Sozialwissenschaftlichen Fakultät
- Jean-Pol Martin (* 1943), Didaktiker, Begründer der Methode Lernen durch Lehren
- Carl Friedrich Philipp von Martius (1794–1868), Botaniker und Ethnograph
- Jacob Meyer (1799–1865), Schweizer Naturforscher, Geograph und Pädagoge, Promotion in Philosophie
- Johann Matthias von Meyer (1814–1882), Geistlicher und Oberkonsistorialpräsident der Landeskirche in Bayern
- Georg Caspar Mezger (1801–1874), Pädagoge und Bibliothekar
- Jürgen Mittelstraß (* 1936), (Promotion 1961) Philosoph, Wissenschaftstheoretiker
- Markus A. Müller (* 1973), deutscher Theaterwissenschaftler, Regisseur und Theaterintendant
- Hans Müller-Steinhagen (* 1954) (habilitierte 1999), Rektor der TU Dresden
- Erich Mulzer (1929–2005), Gymnasialprofessor, ehem. Vorsitzender der Altstadtfreunde Nürnberg

### N
- Emmy Noether (1882–1935), Mathematikerin

### O
- Georg Simon Ohm (1789–1854), Physiker
- Günter Ollenschläger (* 1951), Pharmazeut, Mediziner, Wissenschaftsjournalist, Leiter des Ärztlichen Zentrums für Qualität in der Medizin, Absolvent der Medizinischen Fakultät
- Andreas Oppermann (1827–1896), Jurist sowie Reise- und Kunstschriftsteller
- Meinrad Ott (1830–1878), katholischer Geistlicher, Pädagoge und Klassischer Philologe
- Andreas Otto, Wirtschaftswissenschaftler und Hochschullehrer

### P
- Ingo Patschke (* 1952), Arzt und Inspekteur des Sanitätsdienstes, Absolvent der Medizinischen Fakultät
- Gabriele Pauli (* 1957), Politikerin und Landrätin in Fürth
- Thomas Paulwitz (* 1973), Historiker, Chefredakteur der Deutschen Sprachwelt
- Johann Joachim Petz (1768–1826), Mediziner
- Erich Pfefferlen (* 1952), Schriftsteller, Herausgeber, Dichter und Pädagoge
- Heinrich von Pierer (* 1941), ehem. Vorstandsvorsitzender und Aufsichtsratsvorsitzender der Siemens AG
- August Graf von Platen (1796–1835), (ab 1819) Dichter und Student der Rechte
- Harald Friedrich Popp (1931–2017), Historiker
- Horst P. Popp (* 1958), Gründer der Umweltbank AG
- Frank Präger (* 1961), Stadtarchivar und Historiker
- Wolfgang Heinrich Puchta (1769–1845), Rechtswissenschaftler und Richter

### R
- Gottfried Christian Reich (1769–1848), Mediziner und Hochschullehrer, geboren in Kaiserhammer
- Jürgen Richter (* 1958), Prähistorischer Archäologe und Professor am Institut für Ur- und Frühgeschichte der Universität zu Köln
- Walter Roos (1914–1975), General
- Johann Friedrich von Rosenfeld (1739–1809), siebenbürgischer Verwaltungsbeamter, studierte ab 1761 Recht in Erlangen

### S
- Karl Ludwig Sand (1795–1820), Student der Theologie, Burschenschafter und Mörder des August von Kotzebue
- Johann Ulrich Gottlieb von Schäffer (1753–1829), Arzt
- Gottfried Jakob Schaller (1762–1831), Student der Theologie von 1782 bis 1785, protestantischer Geistlicher und Autor
- Gottlieb Adam Johann von Schallern (1766–1827), deutscher Arzt
- Wilhelm Sebastian Schmerl (1879–1963), deutscher Pfarrer und Schriftsteller
- Christian Schmidt, Politiker (CSU)
- Lorenz Schreiner, HNO-Arzt, Heimatforscher und -pfleger
- Hans-Joachim Schwager (1929–2004), Pädagoge
- Rudolf Sendtner (1853–1933), Lebensmittelchemiker
- Hans Simmer (1877–?), Pädagoge, Promotion 1905 an der philosophischen Fakultät
- Heide Simonis (1943–2023), Politikerin (SPD), Ministerpräsidentin des Landes Schleswig-Holstein
- Gustav Adolf Skalský (1857–1926), evangelisch-lutherischer Theologe, Geistlicher und Hochschullehrer
- Markus Söder (* 1967), Politiker (CSU), Ministerpräsident des Landes Bayern
- Hermann Sprecher von Bernegg (1843–1902), Schweizer Jurist und Politiker
- Johann Steinlein (1891–?), Fußballspieler und Jurist
- Philipp W. Stockhammer (* 1977), Prähistoriker, Archäologe und Hochschullehrer an der Universität zu Köln
- Heinrich Christoph Gottfried von Struve (1772–1851), Staatswissenschaftler

### T
- Wilhelm Gottlieb von Tafinger (1760–1813), Rechtswissenschaftler und Hochschullehrer
- Ludwig Thoma (1867–1921), Schriftsteller und Student der Rechte
- Heinrich Thorbecke (1837–1890), deutscher Hochschullehrer und Arabist
- Matthias Thürauf (* 1973), Oberbürgermeister der Stadt Schwabach
- Ludwig Tieck (1773–1853), Dichter, Schriftsteller, Herausgeber und Übersetzer
- Hans Truckenbrodt (* 1932), Kinderarzt, Professor und Chefarzt der Kinder- und Rheumaklinik in Garmisch-Partenkirchen
- Kathrin Tsainis (* 1967), Journalistin und Schriftstellerin
- Ernst Tuch (1872–1922), Philosoph, Nationalökonom und Autor

### W
- Hans-Joachim von Wachter (* 1964), Jurist und Direktor bei der Bremischen Bürgerschaft
- Wilhelm Heinrich Wackenroder (1773–1798), Jurist und Schriftsteller, Mitbegründer der deutschen Romantik
- Eberhard Wagner (* 1938), mehrfach ausgezeichneter Mundartforscher
- Rolf Walter (* 1953), Professor für Wirtschafts- und Sozialgeschichte an der Friedrich-Schiller-Universität Jena
- Ferdinand Wilhelm Weber (1836–1879), Theologe und Judaist, Promotion 1859
- Oskar Wettstein (1866–1952), Schweizer Journalist, Zeitungswissenschaftler und Politiker
- Wolfgang Will (* 1948), Althistoriker
- Günter Wojaczek (1932–1997), Altphilologe und Gymnasiallehrer

### X
- You Xie (* 1958), Journalist und Autor chinesischer Herkunft

### Z
- Bernd Zirkler (* 1970), Professor für Allgemeine Betriebswirtschaftslehre, insbesondere Rechnungswesen und Controlling, an der Westsächsischen Hochschule Zwickau

## Bekannte Dozenten und Mitarbeiter
→ Siehe auch Kategorie:Hochschullehrer (Friedrich-Alexander-Universität Erlangen-Nürnberg)

### A
- Paul Althaus (1888–1966), Professor für systematische und neutestamentliche Theologie, Universitätsprediger von 1932 bis 1964 (Mitverfasser des Erlanger Arierparagraph-Gutachtens und Unterzeichner des gegen die Barmer Theologische Erklärung gerichteten Ansbacher Ratschlags für den Ansbacher Kreis)

### B
- Heinz Bauer (1928–2002), ordentlicher Professor für Mathematik
- Volker Becker (1922–2008), ordentlicher Professor für Allgemeine Pathologie und Pathologische Anatomie
- Leonhard Johann Bertholdt (1774–1822), evangelischer Theologe und Hochschullehrer
- Karlmann Beyschlag (1923–2011), Professor für historische Theologie, Universitätsprediger, Verfasser der Geschichte der Erlanger Theologie
- Heiner Bielefeldt (* 1958), o. Professor für Menschenrechte und Menschenrechtspolitik und von 2010 bis 2017 Sonderberichterstatter für Religions- und Weltanschauungsfreiheit des UN-Menschenrechtsrats.
- Hartmut Bobzin (* 1946), Professor für Islamwissenschaften und ordentliches Mitglied der Philosophisch-historischen Klasse der Bayerischen Akademie der Wissenschaften
- Johann Friedrich Breyer (1738–1826), Professor der Philosophie, deutschen Literatur und Schönen Wissenschaften
- Karl Franz Ferdinand Bucher (1786–1854), Professor der Rechtswissenschaften und langjähriger Prorektor sowie Prokanzler der Universität

### C
- Walter Caspari (1847–1923), Theologe, ab 1885 Universitätsprediger, ab 1887 zudem ordentlicher Professor der Praktischen Theologie, 1919 ermeritiert
- Johann Martin Chladni (1710–1759), Professor für Theologe und Historiker
- Judita Cofman (1936–2001), Mathematikerin und Hochschullehrerin

### D
- Otto Dann (* 1914), ordentlicher Professor für Angewandte Chemie von 1950 bis 1982
- Hellmut Diwald (1924–1993), Professor für Mittlere und Neuere Geschichte

### E
- Werner Ehrlicher (1920–2012), deutscher Wirtschaftswissenschaftler
- Rudi van Eldik (* 1945), o. Professor für Chemie
- Werner Elert (1885–1954), Professor für Theologie (Mitverfasser des Erlanger Arierparagraph-Gutachtens und Verfasser des gegen die Barmer Theologische Erklärung gerichteten Ansbacher Ratschlags für den Ansbacher Kreis)
- Anton Ernstberger (1894–1966), o. Professor für Geschichte

### F
- Wilfried Feldenkirchen (1947–2010), Wirtschaftshistoriker und Hochschullehrer
- Ludwig Andreas Feuerbach (1804–1872), Privatdozent für Philosophie
- Emil Fischer (1852–1919), Professor für Chemie, Nobelpreis für Chemie 1902
- Otto Fischer (1852–1932), Professor für Chemie
- Walther Leonhard Fischer, Mathematiker, ab 1972 ordentlicher Professor für Didaktik der Mathematik
- Maximilian Forschner (* 1943), o. Professor für Philosophie
- Jörg Franke (* 1964), Inhaber des Lehrstuhls für Fertigungsautomatisierung und Produktionssystematik
- Johannes Friedrich (* 1948), Studentenpfarrer der Evangelischen Studentengemeinde in Nürnberg (1979–1985), Landesbischof der Evangelisch-Lutherischen Kirche in Bayern (seit 1999), Leitender Bischof der Vereinigten Lutherischen Kirche in Deutschland (seit 2005)

### G
- Johann Burkhard Geiger (1743–1809), Professor der Rechte
- Joseph von Gerlach (1820–1896), Professor der Anatomie, zunächst auch für Pathologie und Physiologie (Begründer der modernen histologischen Färbetetechnik, persönlicher Adelstitel für seine Leistungen)
- Wolfgang Gerke (* 1944), o. Professor für Bank- und Börsenwesen
- Christian Friedrich von Glück (1755–1831), Professor für Rechtswissenschaft
- Paul Gordan (1837–1912), Professor für Mathematik (Invariantentheorie)
- Walter Gräf (* 1929), ab 1971 Professor für Hygiene und Mikrobiologie
- Veronika Grimm (* 1971), Professorin für Volkswirtschaftslehre, insbesondere Wirtschaftstheorie und Mitglied des Sachverständigenrat zur Begutachtung der gesamtwirtschaftlichen Entwicklung
- Karl August Gründler (1769–1843), Professor der Rechte

### H
- Julius Hackethal (1921–1997), zeitweise außerordentlicher Professor für Chirurgie (Initiator des „Erlanger Professorenstreits“)
- Donat-Peter Häder, o. Professor für Ökophysiologie der Pflanzen
- Adolf von Harleß (1806–1879), Professor für Theologie
- Friedrich Harleß (1773–1853), Professor für Arzneikunde
- Harald zur Hausen (1936–2023), Professor für Virologie, Medizinnobelpreis 2008
- Karl Hegel (1813–1901), Professor für Geschichte und Politik (Sohn des Philosophen Georg Wilhelm Friedrich Hegel)
- Klaus Herbers (* 1951), Professor für Mittelalterliche Geschichte
- Thomas Herbst (* 1953), Professor für englische Sprachwissenschaft
- Jakob Herz (1816–1871), Professor für Anatomie; Chirurg, erster jüdischer Ordinarius in Bayern (1869)
- Johann Ferdinand Heyfelder (1798–1869), Professor für Chirurgie und Augenheilkunde, Direktor der Chirurgischen Klinik sowie Direktor des Allgemeinen Universitätskrankenhauses
- Karl Josef Höltgen (1927–2011), Professor für Englische Literaturwissenschaft und Englische Philologie
- Johann Friedrich Hunger (1800–1837), Professor für Rechtswissenschaften

### I
- Theodor Ickler (* 1944), Professor für Germanistik/Deutsch als Fremdsprache

### J
- Konrad Jacobs (1928–2015), Professor für Mathematik (z. B. Ergodentheorie)
- Michael Jäger (1795–1838), Chirurg, Leiter der chirurgischen Klinik, 1826 a.o. Prof., 1731 o. Prof.

### K
- Gottlieb Philipp Christian Kaiser (1781–1848), 1815 Privatdozent, 1816 a.o. Prof., 1817 Ordinarius der Theologie
- Wilhelm Kamlah (1905–1976), o. Professor für Philosophie
- Hermann Kellenbenz (1913–1990), Professor für Geschichte, Wirtschafts- und Sozialgeschichte
- Eugen Kirch (1888–1973), emeritierter Professor für Pathologie
- Günter Kießling (1925–2009), General der Bundeswehr, promovierter Volkswirt und Lehrbeauftragter für Betriebswirtschaftslehre der Streitkräfte
- Felix Klein (1849–1925), Professor für Mathematik, einer der führenden deutschen Mathematiker im 19. Jahrhundert
- Theodor Kolde (1850–1913), Professor für Kirchengeschichte
- Helmut Kuhn (1899–1991), Professor für Philosophie

### L
- Max Rudolf Lehmann (1886–1965), Ordinarius der Betriebswirtschaftslehre
- Hans Liermann (1893–1976), o. Professor für Kirchenrecht
- Michael Alexander Lips (1779–1838), a.o. Professor der Philosophie
- Heinz Löwe (1913–1991), Professor für Geschichtswissenschaften
- Walther von Loewenich (1903–1992), o. Professor für Kirchengeschichte
- Paul Lorenzen (1915–1994), Professor für Philosophie
- Elke Lütjen-Drecoll (* 1944), o. Professorin für Anatomie

### M
- Julius Friedrich von Malblanc (1752–1828), Rechtswissenschaftler, 1792 zum ordentlichen Professor der rechte berufen
- Ernst Wilhelm Martius (1756–1849), ab 1791 Universitätsapotheker, Dozent für Pharmazie (beginnt mit der akademischen Ausbildung von Pharmazeuten, Vater von Carl Friedrich Philipp von Martius (1794–1868) und Theodor Wilhelm Christian Martius (1796–1863))
- Theodor Wilhelm Christian Martius (1796–1863), ao. Professor für Pharmazie und Pharmakologie (erweiterte die pharmakognostisch-pharmazeutische Martius-Sammlung)
- Peter Mertens (* 1937), Professor für Betriebswirtschaftslehre, insbesondere Wirtschaftsinformatik
- Friedrich Merzbacher (1923–1982), Rechtswissenschaftler, Professor der Rechte 1965 und 1966
- Gottlob Wilhelm Meyer (1768–1816), lutherischer Theologe, Professor der Theologie ab 1813 sowie Stadtpfarrer in Erlangen
- Otto Molerus (* 1934), ordentlicher Professor für Mechanische Verfahrenstechnik
- Friedrich August Müller (1767–1807), österreichischer Dichter, Privatdozent
- Hermann Müllich (* 1943), Professor für Musik/Didaktik, Komponist und Fachbuchautor
- Horst Haider Munske (* 1935), Professor für Germanische und Deutsche Sprachwissenschaft und Mundartkunde

### N
- Manfred Neumann (1933–2016), ordentlicher Professor für Volkswirtschaftslehre
- Helmut Neuhaus (* 1944), ordentlicher Professor für Neuere Geschichte
- Peter Horst Neumann (1936–2009), Lyriker; in Erlangen Professor für neuere deutsche Literaturgeschichte von 1983 bis 2001
- Max Noether (1844–1921), Professor für Mathematik (algebraische Geometrie)

### O
- Rudolf Ortner (1912–1997), deutscher Architekt, Maler und Fotograf
- Claudia Ott (* 1968), Orientalistin und Übersetzerin der Erzählsammlung Tausendundeine Nacht

### P
- Robert Pfleger (1906–1971), Chemiker und Pharmaunternehmer
- Gustav Leopold Plitt (1836–1880), Professor für Kirchengeschichte und theologische Enzyklopädie
- Georg Wilhelm Pötzinger (1709–1753), Professor der Philosophie und Mathematik sowie der Theologie, Prorektor der Universität

### R
- Karl Georg von Raumer (1783–1865), Professor für Naturgeschichte und Mineralogie
- Rudolf von Raumer (1815–1876), Professor für deutsche Sprache und Literatur
- Horst Claus Recktenwald (1920–1990), Professor für Volkswirtschaftslehre
- Gottfried Christian Reich (1769–1848), Professor für Medizin
- Johann Paul Reinhard (1722–1779), Professor für Philosophie und Geschichte
- Johannes W. Rohen (1921–2022), o. Professor für Anatomie
- Emil Franz Rössler (1815–1863), böhmisch-deutscher Rechtshistoriker, Universitätsbibliothekar in Erlangen von 1858 bis 1862
- Siegfried Russwurm (* 1963), Honorarprofessor für das Fachgebiet Mechatronik und Manager
- Friedrich Rückert (1788–1866), Professor für orientalische Sprachen

### S
- Nicole Saam (* 1964), Professorin für Methoden der empirischen Sozialforschung
- Klaus Sames (* 1939), Gerontologe, Anatom und Hochschullehrer
- Hermann Sasse (1895–1976), Professor der Theologie (von 1933 bis 1949)
- Karl Albrecht Schachtschneider (* 1940), Lehrstuhlinhaber für Öffentliches Recht
- Franz Xaver Schmid-Schwarzenberg (1819–1883), Professor der Philosophie
- Johann Justin Schierschmid (1707–1778), Professor der Rechte und Philosophie sowie Syndikus der Universität
- Johann Christian von Schreber (1739–1810), Professor für Arzneikunde und Botanik
- Hans-Joachim Schoeps (1909–1980), Professor für Religions- und Geistesgeschichte
- Gregor Schöllgen (* 1952), Professor für Neueste Geschichte
- Ernst Schwarz (1895–1983), Professor für Germanistik, Mediävist und Historiker
- Dieter Seitzer (1933), o. Professor für Technische Elektronik
- Friedrich Julius Stahl (1802–1861), Professor für Kirchenrecht, Staatsrecht und Rechtsphilosophie, 1837 Abgeordneter der Universität im bayerischen Landtag.
- Karl Georg Christian von Staudt (1798–1867), einer der Begründer der projektiven Geometrie
- Wolfgang Stromer von Reichenbach (1922–1999), Professor für Sozial-, Technik- und Wirtschaftsgeschichte
- Michael Stürmer (* 1938), von 1973 bis 2003 o. Professor für Mittlere und Neuere Geschichte

### T
- Wilhelm Gottlieb von Tafinger (1760–1813), o. Professor der Rechte
- Gerhard Theissing (1903–1987), Professor für HNO-Heilkunde
- Christian Thiel (* 1937), Professor für Philosophie
- Thomas Thiemann (* 1967), Professor für Physik

### W
- Peter Wasserscheid (* 1970), Professor für chemische Reaktionstechnik und Leibniz-Preisträger
- Gerd Wedler (1929–2008), emeritierter Professor für Chemie
- Johann Friedrich Weismann (1678–1760), Professor für Medizin
- Adolf Windorfer (1909–1996), Professor für Kinderheilkunde
- Erwin Wolff (1924–2007), Professor für Englische Literaturwissenschaft und Englische Philologie

### Z
- Theodor Ritter von Zahn (1838–1933), Professor für Theologie
- Reinhold Zippelius (* 1928), o. Professor für Rechtsphilosophie und Öffentliches Recht und o. Mitglied der Akademie der Wissenschaften zu Mainz

## Ehrendoktoren
- Julius Abegg (1796–1868), Strafrechtler
- Karl-Friedrich Haag
- Kurt A. Körber
- Wilhelm Meyer (1845–1917), Mittellateinischer Philologe
- Klaus Wegenast, Religionspädagoge
- Jürgen Gebhard
- Manfred Ullmann[1], deutscher Arabist und Altphilologe.